# Friedrich Kummer (Literaturhistoriker)

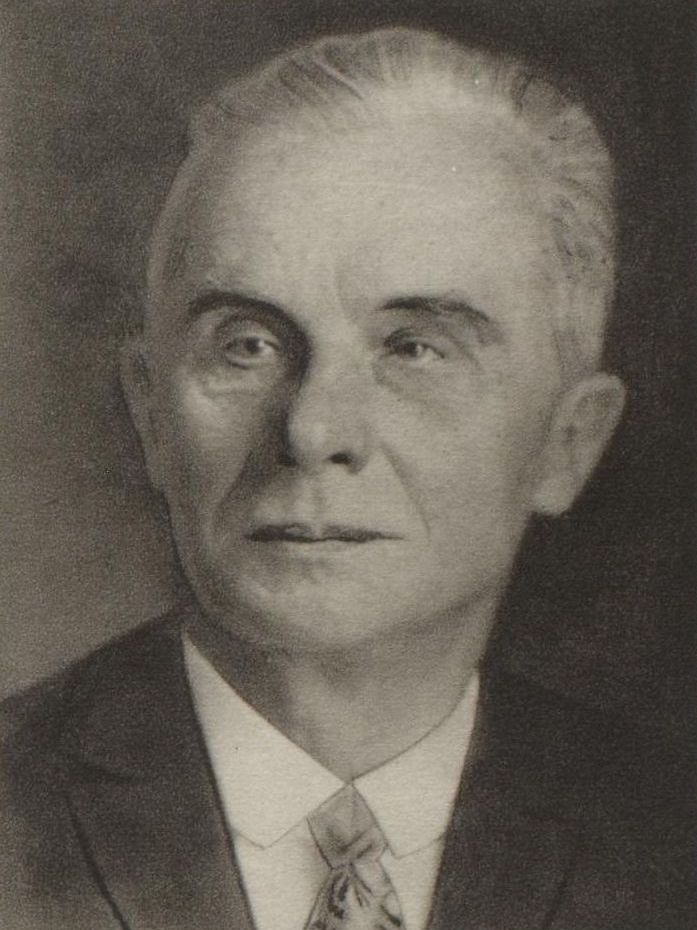
Friedrich Kummer, um 1930, fotografiert von Hugo Erfurth

Friedrich Kummer (* 30. März 1865 in Dresden; † 3. April 1939 ebenda) war ein deutscher Literaturgeschichtler und Feuilletonredakteur.

## Leben
Friedrich Kummer wurde 1865 als Sohn des Cellisten und Komponisten Friedrich August Kummer in Dresden geboren. Er studierte in Leipzig, Tübingen und Berlin und schloss das Studium im Jahre 1889 mit der Promotion zum Dr. phil. ab. Kummer arbeitete viele Jahre für den Dresdner Anzeiger. Neben seiner literaturwissenschaftlichen und literaturkritischen Arbeit betätigte er sich auch selbst belletristisch.

## Werk
Anknüpfend an den Historiker und Genealogen Ottokar Lorenz, der 1886 in der Geschichtswissenschaft seine Generationenlehre veröffentlichte, erarbeitete Kummer eine zeitliche Gliederung der Literaturgeschichte basierend auf einer Generationentheorie. Kummer nannte als weitere historische Vorbilder Leopold von Ranke und Gustav von Rümelin und als Anreger Erich Schmidt.
In seiner  1909 erschienenen Deutschen Literaturgeschichte des neunzehnten Jahrhunderts dargestellt nach Generationen  versuchte Kummer zudem zu zeigen, dass die Schriftsteller des neunzehnten Jahrhunderts eigenständigen Rang hatten, und nicht lediglich subalterne Epigonen der Weimarer Klassik und der deutschen Romantik gewesen waren.
Eine Übersicht der Literatur des beginnenden 20. Jahrhunderts, wo er auf den Expressionismus und auch den Dadaismus eingeht, gab Kummer im zweiten Band seiner 1922 erschienenen Deutschen Literaturgeschichte des 19. und 20. Jahrhunderts.
Als jahrelanger Mitarbeiter des Feuilletons und intimer Kenner der Dresdener Szene veröffentlichte Friedrich Kummer kurz vor seinem Tode Dresden und seine Theaterwelt.

## Publikationen

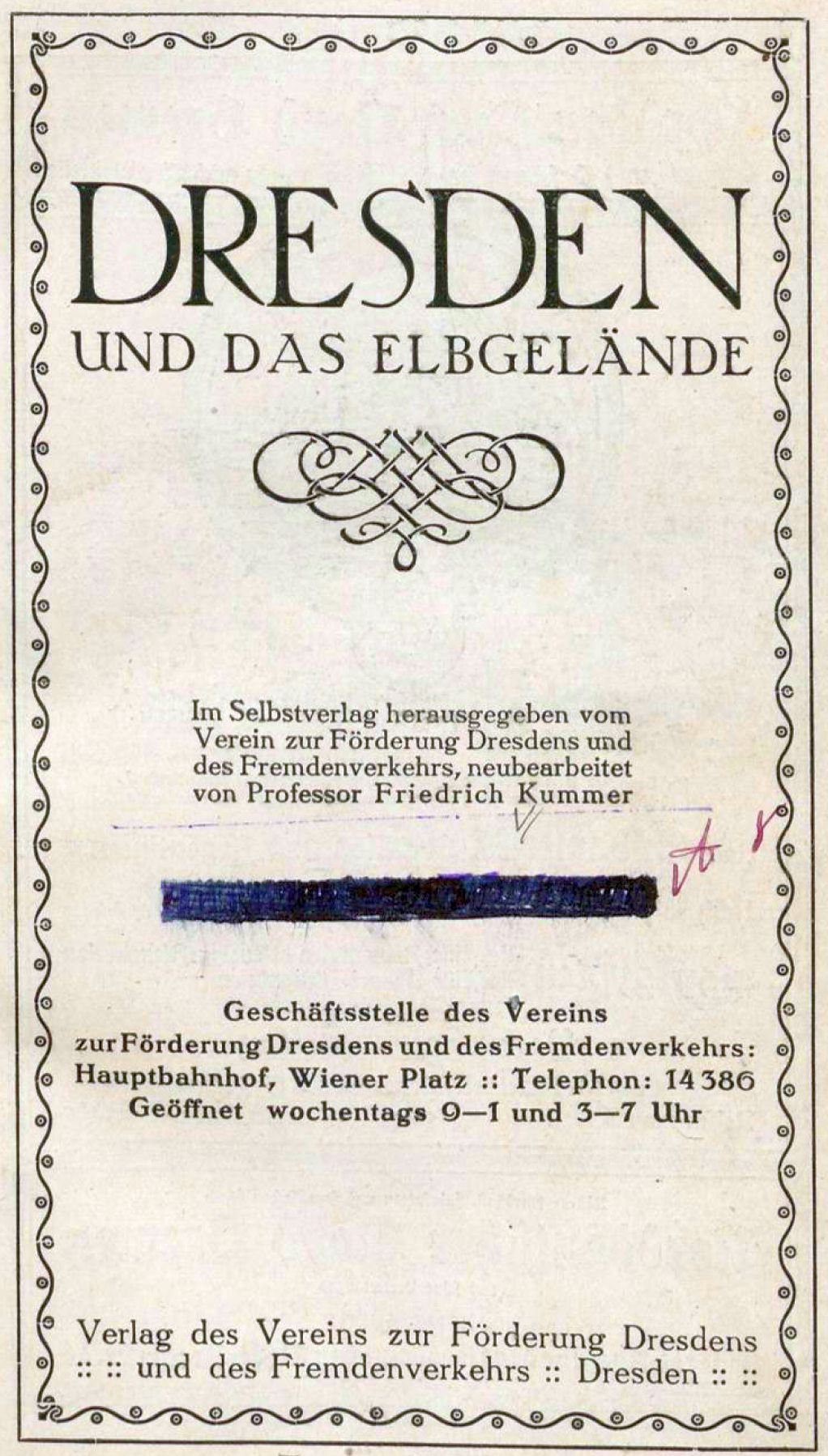
Titelseite von „Dresden und das Elbgelände“ (Ausgabe 1914)

- Deutsche Literaturgeschichte des neunzehnten Jahrhunderts dargestellt nach Generationen, Carl Reißner, Dresden, 1909.
- Dresden und das Elbgelände. Hrsg. v. Verein zur Förderung Dresdens und des Fremdenverkehrs, 1910 (Digitalisat).
- Deutsche Literaturgeschichte des 19. und 20. Jahrhunderts. Erster Band: Von Hölderlin bis Richard Wagner, Carl Reißner, Dresden, 1922.
- Deutsche Literaturgeschichte des 19. und 20. Jahrhunderts. Zweiter Band: Von Hebbel bis zu den Frühexpressionisten, Carl Reißner, Dresden, 1922.
- Zus. m. Dr. Wilhelm Frölich, mehrere gebundene Jahrgänge: Wissenschaftliche Beilage, Dienstags-Beilage des Dresdner Anzeigers, hrsg. v. d. Dr. Güntzsch Stiftung, Dresden.
- Dresden und seine Theaterwelt, 1938.